# 買えるAbemaTV社
買えるAbemaTV社（かえるアベマティービーしゃ）は、AbemaTVのAbemaSPECIALチャンネルで2018年2月1日から7月26日まで、毎週木曜日23:00 - 24:00に配信されていた通販番組及び会社名。
2018年8月2日から2020年3月19日まで『買えるバトルクラブ』、同年4月2日から6月25日まで『藤森・チョコプラの買えるABEMA 〜プロの逸品を手に入れろ！〜』へ番組名称を改めて配信されていた。
番組の初回キャッチフレーズは「ヤバい人がヤバいものを売る新番組」。

## 概要
AbemaTV設立時点から通販企業から番組配信の希望が相次いだが、AbemaTV代表・藤田晋はCS、BS、地方局どこも通販番組だらけになっていることに疑問を抱き、どうせなら自社で手掛けることを決断し、番組配信および通販売上益で、広告収入、課金収入に次ぐAbemaTVの新たな収益源確保のため会社を設立した。サイバーエージェントは、通販事業のノウハウを有するテレビ朝日、 ロジスティクスを担当するロッピングライフ、と共同出資した。

## 沿革
- 2017年（平成29年）　　
  - 12月1日 - 売れるAbemaTV社を設立。
- 2018年（平成30年）
  - 2月1日 - 買えるAbemaTV社に社名変更。
  - 5月10日 - 初の限定オリジナル商品を販売。　　
  - 6月24日 - 買えるAbemaTV社くじを販売。 　
  - 10月26日 - 株式会社サラヴィオ化粧品と初のOEM契約を締結。
- 2019年（平成31年）
  - 1月18日 - 株式会社BANDAI SPIRITSとの協業を発表。コラボレーション企画の第1弾として、キングダムに登場する主人公、信のフィギュア新商品を26日に数量限定で先行販売する。
  - 5月1日 - いちから株式会社は、バーチャルライバーグループにじさんじ内の新ユニットFragrance5とコラボした香水を販売。
  - 10月25日 - 買えるアニメ放送局を開始。ANIPLEXと共同で開発する。
  - 11月1日 - アパレルブランドmewenをリリース。3ミニッツと共同で開発する。

## 番組内容
サイバーエージェント代表藤田晋の「AbemaTVで通販番組をやりたい」の一声で設立された会社。藤田が販売部長に選んだのは営業一筋でサイバーエージェントの広告代理店部門を長年支えてきた伊達学。
会社名でもあり番組名でもある「買えるAbemaTV社」の番組内容は、伊達が選んだハンバイヤー（販売員）たちがそれぞれのおすすめ商品を番組で紹介し、その場で売るというもの。
また、番組では商品の紹介だけでなく、新たな通販番組を成功させるために奮闘する伊達や番組および会社スタッフの様子を描くドキュメンタリーで構成。仕入れから企画、営業、販売。さらには販売員選びまでをエンターテインメントとして描く。

## 社名と番組名
2017年12月の会社設立時は「株式会社売れるAbemaTV社」だったが、既存の「売れるネット広告社」と交渉するも「売れる……」の名称を利用することを断念した。初回配信時の番組タイトルは「売れるAbemaTV社」であり、配信中に社名変更と番組名の変更を報告した。第1回ではこのドキュメント部分と販売員紹介がメインとなったため、商品紹介をしていない。

## 出演者（買えるAbemaTV社）
- 番組MC：藤森慎吾
- ゲスト：谷まりあ
- ゲスト：鈴木あきえ

### ハンバイヤー（販売員）
- 伊達学（買えるAbemaTV社）
- 夏目花実
- 渡辺加苗/渡辺加和（CYBERJAPAN DANCERS）
- 大和一孝（スパローズ）
- 一条ヒカル
- 井上こん
- サクセス木原
- 一条もんこ
- ベリッシモ・フランチェスコ

## スタッフ
- 技術協力：ブル

- 制作協力 ：オラフズ

### 過去のスタッフ
ビーフィット

## 買えるバトルクラブ

### 概要
2018年8月2日配信分から、番組内で好評を博していたハンバイヤーの対戦形式をピックアップして大幅に刷新し、売りたい“勝負アイテム”を持ち寄り、どちらがより多く販売できるかを競うショッピングコロシアム番組となる。販売サイトは「買えるAbemaTV社」のものを継続する。MCは藤森慎吾が継続し、BOYS AND MENがサブMCとして出演する。2020年3月19日に最終回を迎えた。

## 出演（買えるバトルクラブ）

### レギュラー
- 番組MC：藤森慎吾　※藤森が不在の場合はBOYS AND MENメンバーの本田剛文がMCを担当する。
- サブMC：チョコレートプラネット、BOYS AND MEN
- 実況：清野茂樹
- マッチメーカー：伊達学（買えるAbemaTV社）

### 準レギュラー
- 錦織美香（買えるAbemaTV社）

### 過去のレギュラー
- ラウンドガール：松嶋えいみ（2018年8月2日 ‐ 2019年10月30日）

## 藤森・チョコプラの買えるABEMA 〜プロの逸品を手に入れろ！〜

### 概要
2020年4月2日配信よりAbemaSPECIAL 2チャンネルに移動しリニューアル。対戦形式を辞め、プレゼンターが“オリジナル商品開発の夢”を掲げ、最強のオススメ商品を販売。目標販売数が達成されれば、後日その公約を実現する構成となる。前身番組を引き継ぎ、藤森慎吾、チョコレートプラネットが出演。セットもレンガ地のシンプルなものとなった。2020年6月25日配信回、第10回をもって最終回。2年半のシリーズにピリオドを打った。

## 出演（藤森・チョコプラの買えるABEMA）

### レギュラー
- MC：藤森慎吾
- サブMC：チョコレートプラネット
- アシスタント：瀧山あかね（AbemaTVアナウンサー）

## アベマ3分ショッピング

### 概要
2018年9月1日からスタートしたインフォマーシャル番組で、買えるAbemaTVで取り上げた商品を中心に、3分間の番組内で伊達学が商品請求する。1時間番組の買えるAbemaTV社は視聴数と面白さが求められるが、商品の訴求が上がらずに売り上げも想定を下回り、『本気で売るための番組』を開始した。番組表に掲載されるが不定期で、CM枠を使用し編成される。出演者や構成内容、商品を変えて実験的に配信される。
2020年より販売ECサイトの名称変更にあわせ『AbemaShopping』（アベマショッピング）に番組名を変更。同年4月13日より表記が『ABEMA Shopping』となる。

## 関連番組
- KANCOS HOLIC‐買えるAbemaTV社が関わっていないAbemaTVの通販番組。